# Luiz Razia
Luiz Razia, né le 4 avril 1989, est un pilote automobile brésilien.

## Carrière
- 2005 : Formule Renault brésilienne, 10e
  - Formule 3 sudaméricaine, 6e (deux victoires)
- 2006 : Formule 3 sudaméricaine, champion (sept victoires)
  - Formule 3000 International Masters, 8e
- 2007 : Euro Formule 3000, 3e
- 2008 : Euro Formule 3000, 4e (deux victoires)
  - GP2 Asia Series
- 2009 : GP2 Series, 19e (une victoire)
- 2010 : GP2 Series, 12e
- 2011 : GP2 Series, 12e
- 2012 : GP2 Series, 2e (quatre victoires)
- 2014 : Indy Lights, 5e (une victoire)